# Sphaeriodesmus longiramus
Sphaeriodesmus longiramus är en mångfotingart som beskrevs av Kraus 1954. Sphaeriodesmus longiramus ingår i släktet Sphaeriodesmus och familjen Sphaeriodesmidae. Inga underarter finns listade i Catalogue of Life.